# ミディ運河
ミディ運河（ミディうんが、フランス語: Canal du Midi）は、フランスのトゥールーズでガロンヌ川から分岐し、地中海に面したトー湖にいたる全長 240 km 、支流部分も含めた総延長では 360 km に及ぶ運河である。19世紀に鉄道に取って代わられるまで、大西洋と地中海との間を船舶で結ぶ、大量輸送ルートであった。

## 概要

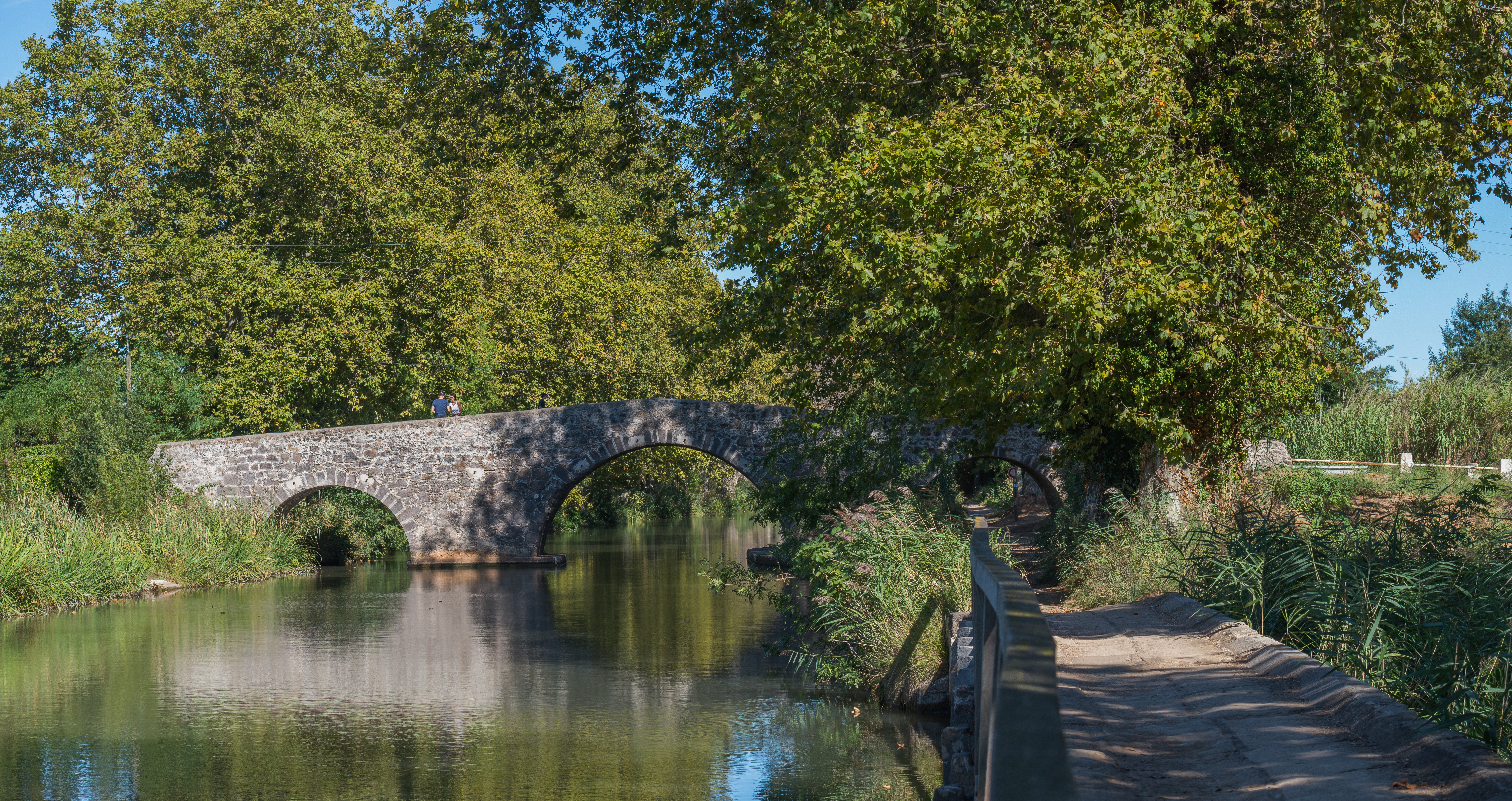
ミディ運河

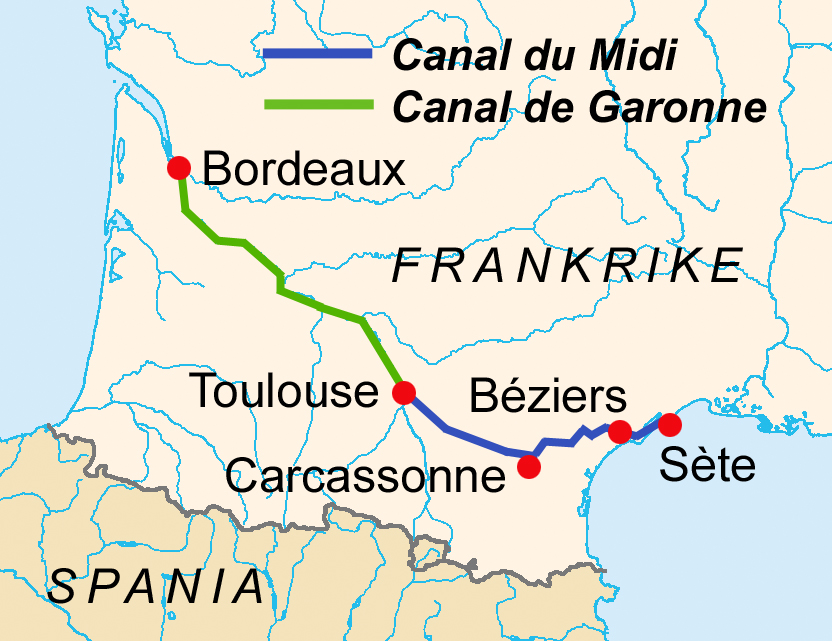
ミディ運河（青）のルート

この運河の建設プランは、ベジエ出身の徴税吏ピエール＝ポール・リケにより発案された。大西洋岸から地中海沿岸に貨物を輸送するための航路を約 3,000 km 短縮し、ジブラルタル海峡の通行税をスペインから削ぐことができる建設プランは、国王ルイ14世により国家プロジェクトとして認められた。
1666年に開始された工事は、当時の土木技術の最先端を駆使したものであった。標高差のある運河全域に水を供給するため、運河から約20km離れた標高350mの位置にサン・フェレオール貯水池を築き、ここから水路を通して運河の最高地点である標高190mのノルーズの分水嶺へと水を導き、さらに途中にいくつかの人造湖を築くことで、まんべんなく水を行き渡らせることに成功した。さらに起伏の多い地形を克服するために運河橋を架け、トンネルを掘り、100を越える水門を築いた。なかでも標高差 21 m を7つの閘門（ロック）で1時間かけて上下させるフォンセランヌの7段ロックは、この運河のハイライトとなっている。工事は難工事続きで、国家からの予算だけで賄うことはできず、リケは家財を売り払い、娘の持参金をも注ぎ込んだといわれる。しかし、リケはこの運河の完成を見ることなく1680年に世を去った。工事は彼の息子が引き継ぎ、リケの逝去から7ヶ月後の1681年に完成した。その後水害などの被害を受け改修がなされ、1694年に最終的に完成した。
この運河の完成で、運河沿いの地区の産物の流通が盛んとなり、ボルドー、サンテミリオン、ラングドック地方のワインは飛躍的に生産量を伸ばした。その結果、リケの故郷ベジエはワイン交易の中心地として大いに発展した。

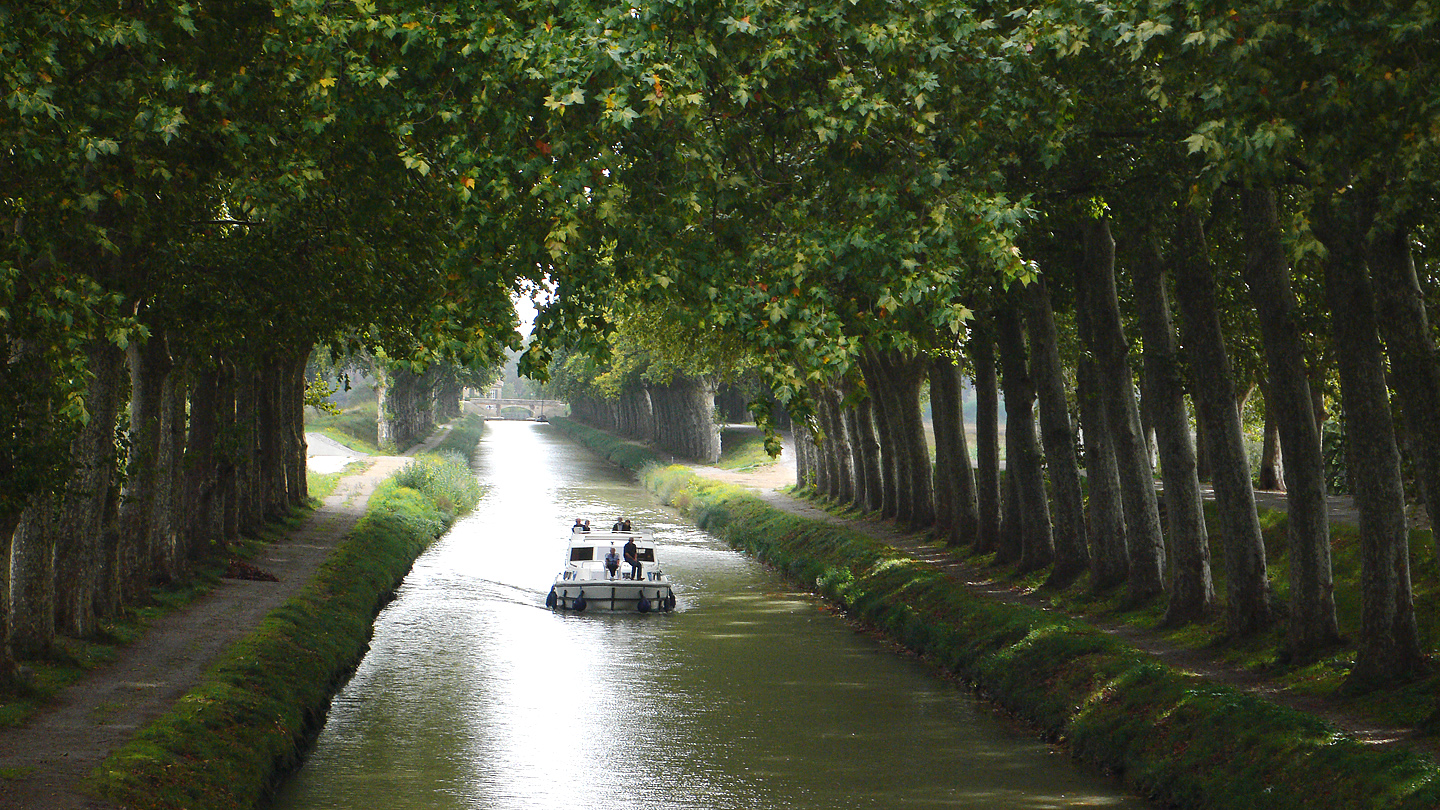
ミディ運河の両岸の曳舟道にある並木

その後、19世紀に鉄道が開通し、輸送ルートの主役の座から降り、現在では運河クルーズで人気の観光地となっている。また、動力を持たない当時の船舶を人や馬が引くために運河の両側につけられた道（曳舟道）には、日差しを遮るために45,000本ものプラタナスや糸杉が植えられており、心地よい水辺の散歩道となっている。
ミディ運河は、文化遺産として1996年に世界遺産に登録された。

## 登録基準
この世界遺産は世界遺産登録基準のうち、以下の条件を満たし、登録された（以下の基準は世界遺産センター公表の登録基準からの翻訳、引用である）。
- (1) 人類の創造的才能を表現する傑作。
- (2) ある期間を通じてまたはある文化圏において、建築、技術、記念碑的芸術、都市計画、景観デザインの発展に関し、人類の価値の重要な交流を示すもの。
- (4) 人類の歴史上重要な時代を例証する建築様式、建築物群、技術の集積または景観の優れた例。
- (6) 顕著で普遍的な意義を有する出来事、現存する伝統、思想、信仰または芸術的、文学的作品と直接にまたは明白に関連するもの（この基準は他の基準と組み合わせて用いるのが望ましいと世界遺産委員会は考えている）。